# Gekkan Sónen Ace
A Gekkan Sónen Ace (月刊少年エース; Hepburn: Gekkan Shōnen Ēsu; angol nyelvterületeken gyakran Monthly Shōnen Ace) egy havonta megjelenő sónen mangamagazin, amelyet a Kadokava Soten jelentet meg Japánban 1994 óta. Ellentétben a nagyobb sónen hetilapokkal, amelyek példányszáma több millió is lehet, a Sónen Ace a kevésbé mainstream olvasóközönséget célozza meg, és különös hangsúlyt fektet az anime árukapcsolásokra. Szép számmal találhatóak a magazinban eccsi elemek, viszont csak néhány sorozata akció orientált.

## Az újságban megjelent mangák
- Angelic Layer (Clamp)
- Big Order (Eszuno Szakae)
- Bio Booster Armor Guyver (Takaja Josiki, a Gekkan Sónen Captain megszűnése után itt folytatták)
- Blood+ (Szuekane Kumiko)
- Brain Powerd (Szugiszaki Jukiru)
- B’t X (Kurumada Maszami)
- Csikju Miszaki (Ivahara Júdzsi)
- Deadman Wonderland (Kataoka Dzsinszei)
- Eden’s Bowy (Tennódzsi Kicune, 1994-ben került át a Comptiq-ból)
- Eureka Seven (Kataoka Dzsinszei)
- Fate/Stay Night (Datto Nisivaki)
- Future Diary (Eszuno Szakae)
- Ga-rei (Szegava Hadzsime)
- Ghost Talker’s Daydream (Meguro Szankicsi)
- Girls Bravo (Kaneda Mario)
- The Girl Who Leapt Through Time (Kotone Ranmaru)
- Grenadier (Kaisze Szószuke)
- Heaven’s Lost Property (Minazuke Szuu)
- Kaitó tensi Twin Angel (Szeraszai Monako)
- Kamijadori (Szanbe Kei)
- Kannazuki no miko (Kaisaku)
- Kerberos Panzer Cop (Fudzsivara Kamui, korábban a Combat Comic-ban és az Amazing Comicsban futott)
- The King of Fighters ’94 (Singjodzsi Tacuja)
- Lucky Star (Kagami Josimizu, cameo)
- Macross 7: Trash (Mikimoto Haruhiko)
- Macross The First (Mikimoto Haruhiko)
- Mobile Suit Crossbone Gundam (Haszegava Juicsi)
- Mobile Suit Gundam Seed Astray R (Toda Jaszunari)
- Mobile Suit Victory Gundam Outside Storty (Haszegava Juicsi)
- Multiple Personality Detective Psycho (Tadzsima Só, 2009-ben átvette a Young Ace)
- Musi-Uta (Miz Szeidzsuro)
- Neon Genesis Evangelion (Szadamoto Josijuki, 2009-ben átvette a Young Ace)
- Nicsidzsó (Aravai Keiicsi)
- Petit Eva (Hamamoto Rjúszuke)
- Record of Lodoss War: Chronicles of the Heroic Knight (Nacumoto Maszato)
- Samurai Champloo (Gocubo Maszaru)
- Saving Life (Kaneda Mario)
- Tokió ESP (Szegava Hadzsime)
- The Vision of Escaflowne (Aki Kacu, sónen változat)
- The World of Narue (Marukava Tomohiro)
- Welcome to the N.H.K. (Oiva Kendzsi)